# Lichas ze Sparty
Lichas (starořecky Λίχας–Lichas) byl olympijský vítěz v tethrippu v roce 420 př. n. l.
Na 90. olympijských hrách v roce 420 před Kr. byla Sparta pro porušení ekecheirie vyloučena z her, a tak se Sparťan Lichas, vysoce postavený hodnostář a příbuzný krále, přihlásil na závody v tethrippu (v Olympii se tethrippon zavedl v roce 680 př. n. l.) jako občan Théb a zvítězil. Při udílení cen ho ale hellanodikové poznali, za podvod ho nechali zbičovat a za vítěze vyhlásili "thébský lid". Potupný trest, který musel Lichas vytrpět, se stal nakonec jednou z příčin vpádu Sparťanů do Olympie na podzim téhož roku.
Dle starověkého historika Thúkydida olympijské hry následně pokračovaly a skončily bez rušivých momentů. Thukydides popsal tyto události takto: "Všech účastníků slavností se zmocnil obrovský strach, že Lakedaimoňané mohou ozbrojeni zaútočit, když Lakedaimonce Licha, syna Arkesiláa, na hippodromu napadli a zbili udržovatelé pořádku při hrách. Jeho dvojspřeží zvítězilo, ale za vítěze byl vyhlášen občan z Boiótie; Lichas, Lakedaimoňan, neměl právo závodit. Tehdy Lichas, aby dokázal, že koně patří jemu, vjel na závodním voze do arény a korunoval vozataje. Pak se všichni ještě víc začali bát, co bude. Lakedaimoňané se však chovali klidně, a tak slavnost pokračovala. "
Starověký cestovatel a spisovatel Pausaniás uvádí, že Sparťané vedli výpravu proti Olympii za krále Agise II. Když se válka přerušila, Lichas si dal svou sochu dopravit do olympijské Altidy (Pausaniás ji viděl). Stála u sochy olympionika Thrasybula. i když podle élidských záznamů o olympijských vítězích, nezvítězil on, ale thébský lid.